# Bob ai XXII Giochi olimpici invernali - Bob a due femminile
La gara di bob a due femminile dei XXII Giochi olimpici invernali si è disputata il 18 e il 19 febbraio 2014, sulla pista Sanki, nella località di Krasnaja Poljana.
La coppia canadese composta da Kaillie Humphries e Heather Moyse, che aveva conquistato l'oro nella precedente edizione di Vancouver 2010, si è piazzata al primo posto, diventando il primo equipaggio femminile a confermare il proprio titolo olimpico. Sul podio sono salite anche le coppie statunitensi formate rispettivamente da Elana Meyers e Lauryn Williams e da Jamie Greubel e Aja Evans.
Nel 2010 la medaglia d'argento era andata alle canadesi Helen Upperton e Shelley-Ann Brown, mentre il bronzo era stato vinto dalle statunitensi Erin Pac e Elana Meyers.
Il 24 novembre 2017 il CIO aveva decretato la squalifica dell'atleta russa Ol'ga Stul'neva e il 22 dicembre successivo anche della sua frenatrice Ljudmila Udobkina, a seguito della vicenda doping che ha coinvolto numerosi atleti russi tramite il noto rapporto della Agenzia Mondiale Antidoping (WADA) presentato da Richard McLaren nel luglio 2016. Il 1º febbraio 2018 il Tribunale Arbitrale dello Sport, dopo aver preso in esame il ricorso presentato dalle atlete russe, ha annullato tutte le sanzioni comminate dal CIO, restituendo quindi loro il risultato ottenuto.

## Risultati
| Pos.    | N° | Nazione               | Atlete                                   | 1ª manche | 2ª manche | 3ª manche | 4ª manche | Totale  | Distacco |
| ------- | -- | --------------------- | ---------------------------------------- | --------- | --------- | --------- | --------- | ------- | -------- |
| Oro     | 1  | Canada (CAN-1)        | Kaillie Humphries Heather Moyse          | 57"39     | 57"73     | 57"57     | 57"92     | 3'50"61 | —        |
| Argento | 2  | Stati Uniti (USA-1)   | Elana Meyers Lauryn Williams             | 57"26     | 57"63     | 57"69     | 58"13     | 3'50"71 | +0"10    |
| Bronzo  | 3  | Stati Uniti (USA-2)   | Jamie Greubel Aja Evans                  | 57"45     | 58"00     | 58"00     | 58"16     | 3'51"61 | +1"00    |
| 4       | 9  | Paesi Bassi (NED-1)   | Esmé Kamphuis Judith Vis                 | 57"94     | 58"10     | 58"20     | 58"03     | 3'52"27 | +1"66    |
| 5       | 4  | Germania (GER-1)      | Sandra Kiriasis Franziska Fritz          | 57"95     | 58"08     | 58"06     | 58"20     | 3'52"29 | +1"68    |
| 6       | 10 | Belgio (BEL-1)        | Elfje Willemsen Hanna Mariën             | 57"92     | 58"02     | 58"33     | 58"30     | 3'52"57 | +1"96    |
| 7       | 5  | Germania (GER-2)      | Cathleen Martini Christin Senkel         | 57"99     | 58"42     | 58"17     | 58"13     | 3'52"71 | +2"10    |
| 8       | 8  | Svizzera (SUI-1)      | Fabienne Meyer Tanja Mayer               | 58"18     | 58"34     | 58"29     | 58"39     | 3'53"20 | +2"59    |
| 9       | 11 | Russia (RUS-1)        | Ol'ga Stul'neva Ljudmila Udobkina        | 58"03     | 58"24     | 58"45     | 58"74     | 3'53"46 | +2"85    |
| 10      | 6  | Germania (GER-3)      | Anja Schneiderheinze Stephanie Schneider | 58"17     | 58"30     | 58"53     | 58"74     | 3'53"74 | +3"13    |
| 11      | 7  | Stati Uniti (USA-3)   | Jazmine Fenlator Lolo Jones              | 58"27     | 58"46     | 58"50     | 58"74     | 3'53"97 | +3"36    |
| 12      | 12 | Gran Bretagna (GBR-1) | Paula Walker Rebekah Wilson              | 58"36     | 58"40     | 58"88     | 58"60     | 3'54"24 | +3"63    |
| 13      | 13 | Canada (CAN-2)        | Jennifer Ciochetti Chelsea Valois        | 58"43     | 58"63     | 58"72     | 58"71     | 3'54"49 | +3"88    |
| 14      | 14 | Australia (AUS-1)     | Astrid Radjenovic Jana Pittman           | 58"62     | 58"50     | 59"06     | 58"37     | 3'54"55 | +3"94    |
| 15      | 15 | Austria (AUT-1)       | Christina Hengster Viola Kleiser         | 58"59     | 58"56     | 58"73     | 58"91     | 3'54"79 | +4"18    |
| 16      | 17 | Russia (RUS-2)        | Nadežda Sergeeva Nadežda Paleeva         | 58"80     | 58"69     | 59"27     | 59"10     | 3'55"86 | +5"25    |
| 17      | 16 | Romania (ROU-1)       | Maria Adela Constantin Andreea Grecu     | 59"04     | 59"08     | 59"38     | 59"09     | 3'56"59 | +5"98    |
| 18      | 18 | Corea del Sud (KOR-1) | Kim Su-Nok Shin Mi-Hwa                   | 1'00"09   | 1'00"02   | 1'00"44   | 1'00"26   | 4'00"81 | +10"20   |
| 19      | 19 | Brasile (BRA-1)       | Fabiana Santos Sally Mayara da Silva     | 59"57     | 1'00"45   | 1'00"73   | 1'01"20   | 4'01"95 | +11"34   |

Data: martedì 18 febbraio 2014

Ora locale 1ª manche:  

Ora locale 2ª manche:  

Data: mercoledì 19 febbraio 2014

Ora locale 3ª manche:  

Ora locale 4ª manche:  

Pista: Sanki 

Legenda:
- DNS = non partite (did not start)
- DNF = prova non completata (did not finish)
- DSQ = squalificate (disqualified)
- Pos. = posizione